# Reggae japonês
Reggae japonês é  nome dado ao reggae originário do Japão. A primeira banda de reggae a se apresentar no Japão foi The Pioneers que excursionou em 1975. No entanto, não foi até 1979, quando o cantor jamaicano Bob Marley visitou o Japão. Nas férias, o reggae ganharia força. Marley queria assirtir a um concerto da Flower Travellin Band e ao procurar informações, ele conheceu o famoso japonês percussionista "Pecker", que o informou que o grupo já havia se separado. Os dois se tornaram bons amigos, e Pecker sugeriu a Marley uma colaboração entre aclamados artistas japoneses e jamaicanos. Esta sugestão resultou nos álbuns "Pecker Power" e "Istant Rasta" sendo gravados na Jamaica no "Channel One" e "Tuff Gong Studio" em 1980. Os álbuns contavam com os artistas japoneses: Minako Yoshida (吉田美奈子), Ryuuichi Sakamoto (坂本龍一), Naoya Matsuoka (松岡直也), Shigeharu Mukai (向井滋春), e Akira Sakata (坂田明).